# Přebor československé republiky 1954
Přebor Československé republiky 1954 byl 29. ročník československé fotbalové ligy, který odstartoval 13. března 1954. Oproti minulému ročníku došlo k snížení počtu mužstev o dva na dvanáct, rovné dvě třetiny účastníků bylo z českých zemí. Po roční přestávce titul získala pražská Sparta (tehdy pod jménem Spartak Praha Sokolovo). Nováčky ročníku byly Spartak Praha Stalingrad (dnešní Bohemians) a Iskra Žilina.
Tento ročník začal v sobotu 13. března 1954 v Praze úvodním zápasem 1. kola mezi Tankistou Praha a Spartakem Praha Sokolovo (1:1) a skončil v neděli 21. listopadu téhož roku kompletním 22. kolem.

## Konečná tabulka soutěže
| Poř. | Tým                        | Z  | V  | R | P  | VG | OG | TP  | B  |
| ---- | -------------------------- | -- | -- | - | -- | -- | -- | --- | -- |
|      | Spartak Praha Sokolovo     | 22 | 13 | 4 | 5  | 45 | 21 | +24 | 30 |
| 2.   | Baník Ostrava              | 22 | 11 | 6 | 5  | 45 | 26 | +19 | 28 |
| 3.   | Červená hviezda Bratislava | 22 | 12 | 3 | 7  | 34 | 23 | +11 | 27 |
| 4.   | ÚDA Praha                  | 22 | 9  | 7 | 6  | 33 | 26 | +7  | 25 |
| 5.   | Slovan Bratislava ÚNV      | 22 | 10 | 5 | 7  | 35 | 28 | +7  | 25 |
| 6.   | Baník Kladno               | 22 | 7  | 8 | 7  | 37 | 32 | +5  | 22 |
| 7.   | Dynamo Praha               | 22 | 9  | 3 | 10 | 36 | 57 | -21 | 21 |
| 8.   | Iskra Žilina               | 22 | 7  | 6 | 9  | 25 | 36 | -11 | 20 |
| 9.   | Tatran Prešov              | 22 | 8  | 2 | 12 | 26 | 43 | -17 | 18 |
| 10.  | Tankista Praha             | 22 | 5  | 7 | 10 | 32 | 33 | -1  | 17 |
| 11.  | Křídla vlasti Olomouc      | 22 | 6  | 5 | 11 | 23 | 26 | -3  | 17 |
| 12.  | Spartak Praha Stalingrad   | 22 | 5  | 4 | 13 | 34 | 54 | -20 | 14 |

## Rekapitulace soutěže
| Československá Fotbalová liga 1954               |                                                |
|                                                  |                                                |
| Ocenění                                          |                                                |
| Vítěz                                            | Spartak Praha Sokolovo (14. titul)             |
| Pohyb v soutěži                                  |                                                |
| Sestupující do II. ligy                          | Křídla vlasti Olomouc Spartak Praha Stalingrad |
| Postupující z II. ligy                           | Jiskra Liberec Spartak Trnava                  |
| Nejlepší střelec                                 |                                                |
| Jiří Pešek - ( Spartak Praha Sokolovo) - 15 gólů |                                                |

## Nejlepší střelci
| Poř.  | Hráč            | Klub                       | Branky |
| ----- | --------------- | -------------------------- | ------ |
| 1.    | Jiří Pešek      | Spartak Praha Sokolovo     | 15     |
| 2.    | Ladislav Müller | Spartak Praha Stalingrad   | 13     |
| 3.    | Jiří Křižák     | Baník Ostrava              | 12     |
| 4.-6. | Josef Bican     | Dynamo Praha               | 11     |
| 4.-6. | Jaroslav Košnar | Červená hviezda Bratislava | 11     |
| 4.-6. | Antonín Rýgr    | Spartak Praha Sokolovo     | 11     |

## Soupisky mužstev

### Spartak Praha Sokolovo
André Houška (22/0/8),
Zdeněk Roček (1/0/0) –
Václav Blažejovský (2/1),
Josef Crha (13/2),
Jiří Hejský (21/1),
Jaroslav Jareš (19/3),
Ladislav Koubek (16/0),
Oldřich Menclík (17/0),
Miroslav Pergl (8/2),
Jiří Pešek (19/15),
Miroslav Pohuněk (4/0),
Vlastimil Preis (17/2),
Zdeněk Procházka (22/3),
Antonín Rýgr (15/11),
Karel Senecký (18/0),
Karel Sirotek (4/0),
Václav Starý (5/2),
Emil Svoboda (17/2),
Miroslav Zuzánek (15/0) + 1 vlastní (Mikuláš Čirka) –
hrající trenér Antonín Rýgr

### Baník Ostrava
Jan Benedikt (18/0/5),
Václav Kojecký (6/0/0) –
Zdeněk Crlík (21/3),
Milan Černík (4/0),
Jan Dembický (2/0),
František Drga (6/0),
Antonín Guňka (1/0),
Ladislav Hahn (16/0),
Jiří Křižák (18/13),
Svatopluk Míček (22/7),
Milan Michna (22/0),
Miroslav Mikeska (1/1),
Josef Ondračka (13/0),
Alois Pszczolka (6/3),
Břetislav Pukovec (1/0),
Ladislav Reček (4/0),
Karel Sedláček (14/1),
Josef Siuda (21/9),
Josef Sousedík (20/0),
Zdeněk Šajer (18/0),
Jaroslav Šimonek (4/1),
Miroslav Wiecek (16/7) –
hrající trenér Jaroslav Šimonek

### ČH Bratislava
František Hlavatý (22/0/10) –
Milan Balážik (11/2),
Dezider Cimra (22/1),
Jozef Gögh (20/0),
Vlastimil Hlavatý (16/3),
Arnošt Hložek (17/0),
Ladislav Kačáni (21/5),
Juraj Kadlec (20/0),
Jaroslav Košnar (20/11),
Božin Laskov (18/6),
Štefan Matlák (6/0),
Ladislav Pavlovič (20/5),
Jiří Tichý (19/0),
Bohdan Ujváry (5/1),
Vladimír Venglár (21/0) –
trenér František Kolman

### ÚDA Praha
Břetislav Dolejší (14/0/5),
Václav Pavlis (9/0/1) –
Jaroslav Borovička (18/1),
Jiří Čadek (1/0),
Karol Dobay (15/2),
Ota Hemele (14/5),
Milan Dvořák (1/0),
Jan Hertl (16/1),
Ladislav Hlaváček (14/5),
Viliam Jakubčík (10/4),
Jiří Ječný (15/0),
Karel Kaura (1/0),
Anton Kopčan (2/0),
Josef Masopust (15/1),
Anton Moravčík (16/8),
Ladislav Novák (22/0),
Svatopluk Pluskal (10/1),
Ladislav Přáda (17/5),
Zdeněk Stanczo (4/0),
František Šafránek (13/0),
Jiří Trnka (14/0),
Ivo Urban (13/0) –
trenéři Bohumil Musil

### Sokol Bratislava ÚNV
Ferdinand Hasoň (4/0/1),
Theodor Reimann (19/0/8) –
Emil Arpáš (17/0),
Pavol Beňa (13/1),
Michal Benedikovič (20/2),
Karol Brehovský (10/3),
Mikuláš Čirka (2/0),
Jozef Čurgaly (17/5),
Milan Dolinský (13/6),
Kazimír Gajdoš (21/5),
Jozef Jajcaj (21/2),
František Morvay (12/0),
Emil Pažický (22/9),
Ladislav Steiner (2/0),
Viktor Tegelhoff (22/0),
Anton Urban (15/1),
Michal Vičan (22/0) –
trenér Leopold Šťastný

### Baník Kladno
Vladimír Plátek (19/0/7),
Karel Randáček (3/0/0) –
Zdeněk Böhm (14/2),
František Bragagnolo (19/5),
Antonín Brynda (17/0),
Jan Fábera (22/1),
Vladimír Fous (15/4),
Zdeněk Kofent (8/0),
Václav Kokštejn (14/4),
Bohumil Košař (4/0),
Jiří Kuchler (14/3),
Josef Leipner (11/0),
Miroslav Linhart (21/0),
Josef Majer (19/4),
Václav Peták (18/2),
Václav Sršeň (19/10),
František Štěpán (15/0),
Vladimír Švejcar (5/1),
Jaroslav Tesárek (1/0),
Josef Vencl (1/0) –
trenér Karel Sklenička

### Dynamo Praha
Alois Jonák (4/0/0),
Emil Kabíček (19/0/2) –
Ján Andrejkovič (21/2),
Josef Bican (14/11),
Karel Čapek (1/0),
Otmar Černý (1/0),
Ladislav Fišer (18/1),
František Hampejs (8/0),
Stanislav Hlaváček (4/0),
Ladislav Hubálek (22/10),
Josef Huml (9/1),
František Ipser (21/3),
Stanislav Kocourek (22/1),
Miloslav Krucký (6/0),
Miroslav Křička (2/0),
Jaroslav Marek (6/0),
Miloslav Muzikář (6/1),
Rudolf Šmejkal (4/0),
Václav Šofr (2/0),
Miloš Štádler (22/4),
Bohumil Trubač (22/1),
Miloš Urban (20/1),
Jiří Volf (1/0) –
trenér Emil Seifert (1.–5. kolo) a hrající trenér Josef Bican (6.–22. kolo)

### Iskra Žilina
Milan Kosiba (9/0/4),
Jozef Rúfus (13/0/2) –
Ján Blažko (10/3),
Andrej Čepček (10/0),
Rudolf Drexler (1/0),
Igor Fillo (9/2),
Ladislav Ganczner (20/6),
Jozef Gašparík (2/1),
Eduard Hančin (6/2),
Vojtech Jankovič (19/0),
Anton Kopčan (3/0),
Ján Klučiar (2/0),
Anton Krásnohorský (21/1),
László Németh (10/0),
Ján Pavlovský (17/0),
Emil Stalmašek (7/2),
Ladislav Šmárik (2/0),
Ľudovít Šterbák (20/0),
Oldřich Šubrt (21/3),
Boris Timkanič (22/2),
Ján Urbanič (19/1),
Vojtech Zachar (15/2) –
trenér Alexander Bartosiewicz

### Tatran Prešov
Karol Tibenský (13/0/3),
Gejza Vrabeľ (9/0/2) –
Tibor Čiták (4/1),
Vojtech Čiták (11/5),
Jozef Eliášek (9/4),
František Feczko (10/1),
Ján Jakubík (7/0),
Ján Karel (22/0),
Jozef Karel (21/2),
Jozef Kováč (1/0),
Jozef Kuchár (14/0),
František Kušnír (18/1),
Belo Malaga (5/0),
Karol Petroš (21/6),
František Semeši (19/0),
Gejza Šimanský (3/0),
Gejza Tesár (15/0),
Ivan Valášek (18/0),
Anton Varga (10/1),
František Varga (16/5),
Tibor Weiss (1/0),
Rudolf Zibrínyi (11/0) –
hrající trenér Jozef Karel

### Tankista Praha
Vladislav Basák (1/0/0),
Ján Danko (12/0/4),
Imrich Stacho (11/0/2) –
Pavel Antl (22/1),
František Beránek (2/0),
Zdeněk Böhm (2/0),
Milan Dolinský (2/1),
Josef Dřevikovský (1/0),
Alexander Felszeghy (6/0),
Jiří Feureisl (10/2),
Ján Gajdoš (21/7),
Václav Hovorka (7/2),
Josef Kadraba (13/7),
Július Kánássy (2/3),
Zdeněk Kofent (1/0),
Július Kováč (22/1),
Josef Majer (9/1),
Karel Matějček (19/0),
Josef Moravec (1/0),
Miroslav Ošťádal (18/0),
Arnošt Pazdera (22/2),
Miroslav Pergl (2/0),
Vladimír Přibáň (2/0),
Jiří Samec (7/0),
Karel Sedláček (1/0),
Jozef Steiner (18/0),
Gejza Šimanský (16/5),
... Šmatl (1/0),
Bedřich Šonka (9/0) –
trenéři Vladimír Bína (1.–11. kolo) a Ladislav Horský (12.–22. kolo)

### Křídla vlasti Olomouc
Viliam Schrojf (22/0/6),
Alexander Škultéty (1/0/0) –
Stanislav Bacílek (1/0),
... Bajger (3/0),
Ján Czeszciczky (1/0),
Rudolf Cypris (12/2),
Mikuláš Čirka (17/0),
Vratislav Dittrich (1/0),
Josef Fabanka (2/0),
Otto Filípek (5/0),
Milan Galbička (1/0),
Milan Halás (3/0),
František Haž (7/0),
Jiří Hledík (22/0),
Tadeáš Kraus (16/4),
Josef Kubíček (3/0),
Milouš Kvaček (7/1),
Viktor Lávička (16/0),
Antonín Liska (3/0),
Ladislav Melichar (14/0),
Vladimír Ministr (4/0),
Josef Ondračka (4/0),
Ján Polgár (13/4),
Michal Pucher (14/7),
Stanislav Rössler (16/0),
... Seman (1/0),
Jozef Schwarz (19/2),
František Süsser (6/1),
Ladislav Svoboda (17/0),
Jozef Šátek (2/1),
... Šimonek (2/0),
Anton Urban (4/0) –
trenéři Vilém Lugr (1.–13. kolo a 15.–16. kolo) a Rudolf Vytlačil (14. kolo a 17.–22. kolo)

### Spartak Praha Stalingrad
Karel Hanáček (14/0/1),
Vilém Marzin (11/0/0) –
František Benda (8/0),
Oldřich Bílek (21/5),
Miloslav Boháček (2/0),
Jiří Diviš (1/1),
Milan Dvořák (19/0),
Václav Jíra (22/0),
Jan Kalous (21/1),
Karel Kaura (4/0),
Josef Kodet (1/0),
Josef Král (3/0),
Josef Kvapil (9/1),
Ladislav Müller (19/13),
Karel Novák (7/4),
Jiří Richter (1/0),
Jiří Rubáš (18/0),
Antonín Šmejkal (8/0),
Karel Tomáš (19/5),
Karel Trnka (8/0),
Jindřich Valenta (19/1),
Jan Vaněk (8/0),
Jiří Žďárský (14/3) –
trenér Josef Kuchynka (1.–15. kolo) a hrající trenér Jiří Rubáš (16.–22. kolo)